# Paul Allmer

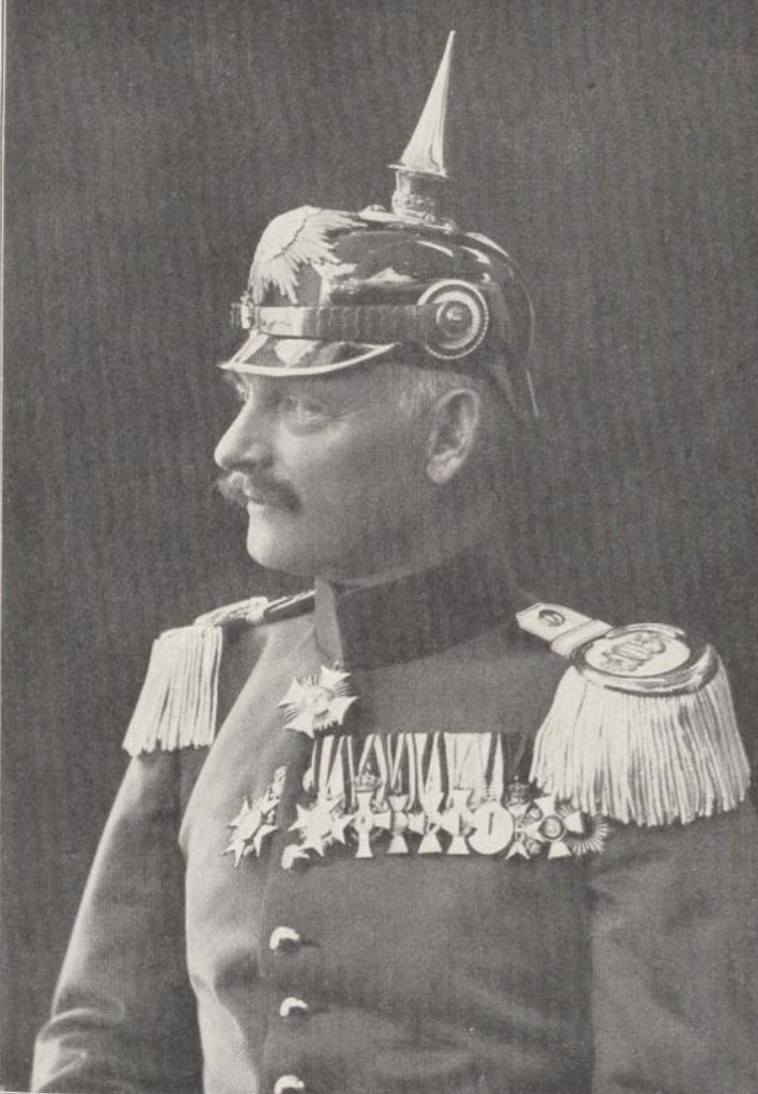
Paul Allmer

Paul Ludwig Allmer (* 16. März 1861 in Leipzig; † 9. August 1914 bei Wittelsheim) war ein sächsischer Offizier und Träger hoher Auszeichnungen, welcher als Regimentskommandeur im Ersten Weltkrieg fiel. Er war neben dem Gefreiten Hermann aus Mosel bei Zwickau der erste amtlich gemeldete Sachse, welcher im Ersten Weltkrieg gefallen war.

## Leben

### Herkunft
Paul Allmer war Sohn des Oskar Moritz Allmer, Sohn eines sächsischen Oberstleutnants in Schneeberg. Sein Vater wurde 1825 geboren und durchlief eine Laufbahn in der sächsischen Armee, wobei er unter anderem dem Schützen-Regiment in Leipzig angehörte, an der Unterdrückung des Mai-Aufstandes teilnahm und dort einen Schuss in die Lunge überlebte. Im Krieg gegen Preußen überlebte er einen Prellschuss und im Krieg gegen Frankreich, erlitt er am 18. August 1870 als Major und Bataillonskommandeur schwere Verletzungen an der Lunge, denen er im Lazarett St. Marie erlegte. Ein naher Verwandter, Paul Wilhelm Allmer, verstarb als Major und Bataillonskommandeur am 3. September desselben Jahres im Lazarett zu La Moncelle.

### Karriere
Paul Allmer besuchte die Lehr- und Erziehungs-Anstalt von Dr. Christian Friedrich Krause, trat 1881 als Avantageur in die sächsische Armee ein und wurde 1882 zum Fähnrich ernannt. Am 24. Januar 1883 erfolgte seine Beförderung zum Leutnant bei der 2. Kompanie unter dem Kompaniechef und Hauptmann Oskar von Ehrenthal beim 2. Königlich Sächsischen Jäger-Bataillon Nr. 13 unter dem damaligen Major Curt von Raab. Leutnant Allmer wurde in den weiteren Jahren in die 4. Kompanie des Bataillons versetzt, welche zur damaligen Zeit von dem Hauptmann Hugo von Altrock kommandiert wurde. Nach einer weiteren Verwendung in der 3. Kompanie des Bataillons wurde er auf die Unteroffizier-Schule in Marienberg befehligt, wo er mit dem kaiserlich-japanischen Orden der Aufgehenden Sonne ausgezeichnet wurde. Nach Beförderung zum Oberleutnant am 7. September 1889 wurde er unter Beibehaltung seiner Abkommandierung an die Unteroffizier-Schule in die 3. Kompanie des Schützen-(Füsilier-)Regiment „Prinz Georg“ (Königlich Sächsisches) Nr. 108 in Dresden unter dem Regimentskommandeur Oberst Karl Georg Müller von Berneck versetzt. 1890 kehrte er wieder zu seinem Jäger-Bataillon zurück, welches zur damaligen Zeit von Oberstleutnant Julius Blohm kommandiert wurde. Nach mehrjähriger Dienstzeit wurde er 1892 erneut zur Unteroffizier-Schule abkommandiert, wobei er in dieser Position am 22. März 1894 zum Hauptmann befördert wurde und in den Truppendienst zurückkehrte. Er wurde fortan Kompaniechef der 1. Kompanie des 1. Königlich Sächsischen Jäger-Bataillon Nr. 12 in Freiberg unter dem Major Georg von Wagner. 1895 wurde er in dieser Eigenschaft mit dem Ritterkreuz I. Klasse des Herzoglich Sachsen-Ernestinischen Hausorden ausgezeichnet. Nach Verleihung des Ritterkreuzes I. Klasse des Albrechtsordens wurde er 1902 der Adjutantur der 40. Division (4. Königlich Sächsische) in Chemnitz unter Generalleutnant Alexander Vitzthum von Eckstädt abbefehligt. Am 11. September 1903 wurde er unter Beibehaltung seiner Eigenschaft zum Major ohne Patent ernannt und auch mit dem preußischen Roten Adlerorden IV. Klasse und dem Ehren-Ritterkreuz II. Klasse des Oldenburgischer Haus- und Verdienstorden des Herzogs Peter Friedrich Ludwig ausgezeichnet. Das Patent erhielt er am 23. März 1905. Im gleichen Jahre wurde er als Adjutant in das Generalkommando des XIX. (II. Königlich Sächsisches) Armee-Korps unter General der Infanterie Alexander Vitzthum von Eckstädt versetzt. Er kehrte nach mehrjähriger Verwendung in den Truppendienst zurück und wurde zum Bataillonskommandeur des III. Bataillons beim Schützen-Regiment Nr. 108 unter Oberst Horst Edler von der Planitz ernannt. Bis dahin war er zudem Träger des Dienstauszeichnungskreuzes und dem Ritterkreuz I. Klasse des Orden Heinrichs des Löwen. 1909 wurde er von dieser Position enthoben und zum Bataillonskommandeur des 1. Jäger-Bataillons Nr. 12 ernannt, wobei er in dieser Position am 23. September 1911 zum Oberstleutnant befördert wurde. Im Herbst 1911 gab er das Bataillon an Oberstleutnant Hermann von Kiesenwetter ab und wurde Regimentskommandeur des Infanterie-Regiments „König Wilhelm II. von Württemberg“ (6. Königlich Sächsisches) Nr. 105 in Straßburg, wo er am 25. April 1913 zum Oberst befördert wurde. Er war bis dahin zusätzlich noch Träger des preußischen Kronenorden III. Klasse, dem Komturkreuz II. Klasse des württembergischen Friedrichs-Orden, dem Komturkreuz II. Klasse des Sachsen-Ernestinischen Hausorden und dem Ritterkreuz I. Klasse des sächsischen Verdienstordens.
Nach Ausbruch des Ersten Weltkrieges rückte er am 9. August 1914 von Straßburg aus mit seinem Regiment an die Westfront. Er war mit Teilen seines Regiments in dem französischen Dorf Wittelsheim stationiert, als bei Anbruch der Dunkelheit das 2. Oberrheinische Infanterie-Regiment Nr. 99 unter Oberst Hans Nollau, welches durch Meldeversagen nicht davon wusste, dass das Dorf unter deutscher Besatzung war, angriff. In dem Feuergefecht mit eigenen Truppen versuchte er persönlich, mit Teilen der 6. Kompanie unter dem schwer verwundeten Hauptmann Graß nach dem vermeintlich bedrohten Ortsausgang zu marschieren und wurde dabei tödlich durch zwei Kugeln verwundet. Sein Bataillonskommandeur Emil Fürstenau übernahm die Führung des Regiments. Nach erfolgter Überführung am 2. Mai 1916 wurde er auf dem Garnisonsfriedhof in Dresden begraben.
Er war mit Elsa Heymann-Hartmann, Enkelin des Eisenbahnpioniers Richard Hartmann, verheiratet und bekam mindestens eine Tochter, Anne-Marie, welche sich im Februar 1935 mit dem Stabsarzt Heinrich Francke verlobte.